# Crime 101
Pour les articles homonymes, voir Crime (homonymie), 101 (nombre) et 101 (homonymie).
Pour plus de détails, voir Fiche technique et Distribution.
Crime 101 est un film américano-britannique réalisé par Bart Layton et dont la sortie est prévue en 2026. Il s'agit d'une adaptation du roman court du même nom de Don Winslow publié en 2021.

## Synopsis
La police enquête sur plusieurs braquages de bijouteries. Les coups sont réalisés de manière très sophistiquée. Les autorités pensent alors qu'ils sont l’œuvre de cartels colombiens. Lou Lubesnick, un inspecteur chevronné, a cependant une tout autre idée sur l'identité des braqueurs.

## Fiche technique
Sauf indication contraire, les informations mentionnées dans cette section peuvent être confirmées par la base de données cinématographiques IMDb,  présente dans la section « Liens externes ».
- Titre original : Crime 101
- Réalisation : Bart Layton
- Scénario : Bart Layton et Peter Straughan, d'après le roman Crime 101 de Don Winslow
- Costumes : Jenny Eagan
- Production : Tim Bevan, Dimitri Doganis, Eric Fellner, Benjamin Grayson, Chris Hemsworth, Bart Layton et Derrin Schlesinger

Producteurs délégués : Joely Fether et Shane Salerno
- Sociétés de production : Metro-Goldwyn-Mayer, Raw Entertainment, Working Title Films et The Story Factory
- Société de distribution : Amazon MGM Studios
- Budget : N/A
- Pays de production :  États-Unis,  Royaume-Uni
- Langue originale : anglais
- Format : couleur
- Genre : thriller, policier, film de casse
- Dates de sortie[2] : 2026 Date sujette à modification

## Distribution
- Chris Hemsworth : Davis
- Mark Ruffalo : l'inspecteur Lou Lubesnick
- Barry Keoghan
- Halle Berry
- Monica Barbaro
- Corey Hawkins
- Jennifer Jason Leigh
- Nick Nolte
- Tate Donovan
- Payman Maadi
- Devon Bostick
- Paul Adelstein
- Drew Powell
- Matthew Del Negro

## Production

### Genèse et développement
En août 2023, il est annoncé que Netflix et Amazon MGM Studios se font concurrence pour acquérir les droits d'un film adapté du roman court Crime 101 de Don Winslow publié en 2021. Chris Hemsworth et Pedro Pascal sont alors évoqués dans les rôles principaux,. La production est assurée par Eric Fellner, Tim Bevan, Dimitri Doganis, Derrin Schlesinger, Shane Salerno et Bart Layton. Ce dernier est également annoncé comme réalisateur. Mark Ruffalo, Chris Hemsworth et Barry Keoghan sont ensuite confirmés dans les rôles principaux. Chris Hemsworth participe également à la production,.
En octobre 2024, Halle Berry, Corey Hawkins et Monica Barbaro sont annoncés dans des rôles principaux,,.

### Tournage
Le tournage débute en octobre 2024 à Los Angeles,.

## Sortie
Initialement annoncée pour 2025, la sortie du film est prévue pour 2026.